# لسلی جردن
لسلی جردن (به انگلیسی: Leslie Jordan؛ زادهٔ ۲۹ آوریل ۱۹۵۵ – درگذشتهٔ ۲۴ اکتبر ۲۰۲۲) یک هنرپیشه اهل ایالات متحده آمریکا بود. وی از سال ۱۹۸۵ تا ۲۰۲۲ میلادی مشغول فعالیت بود.

## گزیده فیلم‌شناسی
از فیلم‌ها یا برنامه‌های تلویزیونی که وی در آن نقش داشته است می‌توان به آثار زیر اشاره کرد:
- قهرمان (فیلم ۱۹۹۲) (۱۹۹۲)
- خانه‌ای در مزرعه (فیلم ۲۰۰۴) (۲۰۰۴)
- رنج عشق (۲۰۱۰)
- خدمتکاران (۲۰۱۱)
- ایالات متحده دربرابر بیلی هالیدی (۲۰۲۱)
- پسر پاییز (مجموعه تلویزیونی) (۱۹۸۶)
- مورفی براون (۱۹۸۹)
- آرلیس (۱۹۹۷)
- سابرینا جادوگر نوجوان (۲۰۰۰)
- الی مک‌بل (۲۰۰۱)
- قاضی ایمی (۲۰۰۳)
- ریبا (۲۰۰۳–۲۰۰۴)
- مانک (۲۰۰۴)
- بابای آمریکایی! (۲۰۰۵–۲۰۰۶)
- بوستون لیگال (۲۰۰۵)
- بتی بی‌ریخته (۲۰۰۷)
- نخل‌های پنهان (۲۰۰۷)
- کدبانوهای وامانده (۲۰۱۱)
- داستان زندگی هوپ (۲۰۱۲)
- زندگی مخفی نوجوان آمریکایی (۲۰۱۲)
- داستان ترسناک آمریکایی: محفل (۲۰۱۳)
- بابای بچه (۲۰۱۳)
- سوپرنچرال (۲۰۱۳)
- شرکت ترس (۲۰۱۶)
- داستان ترسناک آمریکایی: رونوک (۲۰۱۶)
- داستان ترسناک آمریکایی: ۱۹۸۴ (۲۰۱۹)
- کت صدام کن (مجموعه تلویزیونی) (۲۰۲۰–اکنون)

## مرگ
در ۲۴ اکتبر ۲۰۲۲، تقریباً ساعت ۹:۳۰ صبح به وقت آمریکا، لسلی در حالی که در حال رانندگی برای حضور در صحنه‌های فیلمبرداری در مجموعه کت صدام کن (مجموعه تلویزیونی) بود، ماشین جردن به کنار ساختمانی در بلوار کاهوئنگا و خیابان رومین در هالیوود تصادف کرد. اعتقاد بر این است که ایست قلبی ناگهانی در حین رانندگی منبجر به تصادف و کشته شدن وی شد. او ۶۷ سال داشت.